# Phyllachora paritii-tiliacei
Phyllachora paritii-tiliacei är en svampart som beskrevs av Chardón 1939. Phyllachora paritii-tiliacei ingår i släktet Phyllachora och familjen Phyllachoraceae.   Inga underarter finns listade i Catalogue of Life.